# Ki jut elsőként a Pokolba
A Ki jut elsőként a Pokolba (Do the Handicapped Go to Hell?) a South Park című sorozat ötvenhetedik része (a negyedik évad kilencedik epizódja). Elsőként 2000. július 19-én sugározták az Amerikai Egyesült Államokban.
A Ki jut elsőként a Pokolba annak a kétrészes epizódnak az első tagja, amely a Cartman hitgyűlése című résszel fejeződik be.

## Cselekmény
|  | Alább a cselekmény részletei következnek! |

A templomban Maxi atya kifejti meglehetősen konzervatív nézeteit a pokolról és figyelmezteti a gyerekeket, hogy a pokolra jutnak, ha nem járnak templomba. Ők megrémülnek és részt vesznek a vasárnapi iskola óráin, ahol egy apáca, Anne nővér tanítja őket az elsőáldozásról és a gyónásról.
Azonban problémák merülnek fel, amikor a fiúk néhány osztálytársukról kezdenek kérdezősködni (főleg Kyle-ról, aki zsidó és Timmyről, aki fogyatékos, ezért nem tud gyónni). A pap szerint mindketten a pokolra jutnak, ha nem gyónják meg bűneiket, ezért osztálytársaik mindent elkövetnek, hogy ezt elkerülhessék.
Ezalatt a pokolban Sátán nehéz helyzetbe kerül, mikor választania kell két férfi között: egyikük Chris, egy érzékeny férfi, akivel jelenleg együtt él, a másik pedig Szaddám Huszein, Sátán agresszív exszeretője a South Park – Nagyobb, hosszabb és vágatlan mozifilmből. Sátán meglepődik, mert korábban megölte Szaddámot, de ő azt feleli, „Miért, hová kellett volna mennem, Detroitba?”, ezután megpróbálja tönkretenni Sátán kapcsolatát Chrisszel.
South Parkban a fiúk a gyónásra sietnek, amikor Kennyt elüti egy busz és úgy tűnik, meghalt. Cartman eközben meggyónja bűneit és elmeséli, hogyan tett keresztbe a papnak, emiatt Maxi atya fojtogatni kezdi. Cartman azt hiszi, ezek Isten dühös kezei voltak, ezzel még inkább ráijesztve a többiekre. Amikor visszamennek a templomba, Maxi atyát rajtakapják egy nővel a gyóntatófülkében, ezért úgy döntenek, saját egyházat alapítanak, Cartman vezetésével.

## Kenny halála
- Kennyt elüti egy busz, de a következő részben kiderül, hogy valójában nem halt meg.

## Utalások
- A pokolban több híres ember is látható, például John F. Kennedy, Adolf Hitler, Mao Ce-tung, Walter Matthau, Jeffrey Dahmer és Diana hercegnő.
- Ike John Steinbeck Kék öböl (Cannery Row) című könyvét olvassa.

## Bakik
- Mosogatás közben Chris megdicséri Sátán rostélyosát. Azonban a következő részben kiderül, hogy Chris vegetariánus.
- Anne nővér miközben a gyerekeket felkészíti az elsőáldozásra, azt mondja hogy a pap gyóntatja meg őket. Amikor Cartman megkérdi Stantől ki van bent a gyóntatószékben, azt mondja hogy valami ismeretlen figura.